# Jessica Trisko
Jessica Nicole Trisko (Vancouver, 20 agosto 1984) è una modella canadese, vincitrice del concorso Miss Terra 2007.
Di origini ucraine-russe da parte di padre e filippine da parte di madre, Jessica Trisko parla fluentemente inglese, russo e francese.
Dopo aver vinto il concorso di bellezza Miss Terra Canada, la Trisko ha partecipato a Miss Terra ed è diventata la prima donna canadese ad ottenere il titolo. In precedenza aveva ottenuto anche un piazzamento nella top ten di Miss Universo Canada 2007.